# Seiichi Sugano
Seiichi Sugano (Otaru, Hokkaidō, Japó, 17 de desembre de 1939 - Nova York, Estats Inits, 29 d'agost de 2010) va ser un aikidoka japonès. Començà a practicar Aikido el 1957 i el 1959 va entrar a l'Aikikai Hombu Dojo. De 1965 a 1979 va viure i ensenyar a Austràlia, passant després a Bèlgica, fins que el 1988 es traslladà a Nova York, ensenyant des d'aleshores al New York Aikikai.